# 유덕형 (연출가)
유덕형(柳德馨, 1938- )은 연출가이다. 서울에서 태어났다. 연세대 영문과와 예일 대학원을 졸업. 1969년 '제1회 연출작품 발표회'라는 특이한 경우를 통해서 데뷔한 연출가이다. 유덕형은 이 발표회에서 매우 시적이고 감각적이며 시각적 연출로 각광을 받았는데 그는 아르토 이후 그로토우스키피터, 부르크 등이 시도하는 동작 중심의 연극, 절대 연극을 도입하여, 최초로 실험한 것이다. 그 후 그는 필리핀의 제3세계 연극제에서 <알라망>을 연출하여 호평을 받았다. 이어서 <초분> <생일파티> <마의태자(麻衣太子)> 등을 연출하여 주목을 끌었다. 그리고 뉴욕의 '라마라' 극단 초청으로 미국배우들로 <초분>을 연출공연한 적도 있다. '동랑레퍼터리극단'의 대표 겸 서울예술전문학교 이사장으로서 학교경영에 더 많은 시간을 할애한다.